# Anri Sala
Anri Sala (ur. 1974 w Tiranie) – albański artysta współczesny.

## Kariera
W latach 1992–1996 studiował malarstwo i rzeźbę w Akademii Sztuk w Tiranie, pod kierunkiem Ediego Hili. Studia kontynuował w Ecole Nationale des Arts Décoratifs w Paryżu, a następnie w Tourcoing w Studiu Fresnoy, gdzie w latach 1998-2000 kształcił się w zakresie reżyserii filmowej.
Specjalizuje się w instalacjach video. W 1999 zadebiutował w Sztokholmie. W ramach wystawy prezentującej sztukę krajów postkomunistycznych przedstawił instalację Intervista-Finding the Words. Pierwszą wystawę indywidualną otworzył w 2000, w galerii De Appel Foundation w Amsterdamie. W ciągu kolejnych pięciu lat jego prace prezentowano na 15 wystawach indywidualnych i 32 wystawach zbiorowych. Jego prace prezentowano w Berlinie, Hamburgu, Rotterdamie, a także w meksykańskiej Guadalajarze.
Najbardziej znanym dziełem Sali jest instalacja Dammi i colori (Dajcie mi barwy), wyświetlana w Galerii Tate w Londynie. Instalacja przedstawia kolorystyczną zmianę wizerunku Tirany, za rządów prezydenta miasta Ediego Ramy, przyjaciela artysty. Wypowiedzi Ramy stanowią integralną część filmu.
W roku 1999 zrealizował dwa krótkie filmy dokumentalne: Quelle histoire? i Nocturnes. Na 49 Biennale w Wenecji w 2001 został wyróżniony Young Artist Prize. W 2008 rozszerzył swoje zainteresowania artystyczne o sztukę figuralną, prezentując dzieło Title Suspended. Ostatnim jak dotąd dziełem Sali jest prezentacja multimedialna - A Spurious Emission. W 2005 był jednym z artystów nominowanych do nagrody berlińskiej Galerii Narodowej dla młodej sztuki. Zaprezentował wtedy film A Long Sorrow poświęcony najdłuższemu blokowisku w berlińskiej dzielnicy Märkischen Viertels.
W maju 2005 po raz pierwszy zaprezentował swoje prace w Polsce. Filmy Sali zaprezentowano w warszawskim Centrum Sztuki Współczesnej. Przy okazji wydano katalog wystawy, z tekstami Józefa Robakowskiego, Edi Muki i Alexandre Costanzo poświęconymi twórczości A.Sali. W 2014 został laureatem The Vincent Award.
Aktualnie mieszka i tworzy w Berlinie. Tam też w kwietniu 2017 otwarto ekspozycję prac Sali "Take over". W 2020 uzyskał prestiżowe stypendium Villa Aurora.